# Os Cafajestes
Os Cafajestes és una pel·lícula brasilera del 1962, del gènere drama, escrita i dirigida per Ruy Guerra. Va participar en el guió de Miguel Torres. Va ser la primera pel·lícula dirigida per Ruy Guerra al Brasil. L'actriu Norma Bengell va protagonitzar el primer nu frontal del cinema brasiler a aquesta pel·lícula. El novembre de 2015 la pel·lícula va entrar a la llista feta per l'Associação Brasileira de Críticos de Cinema (Abraccine) dels 100 millors pel·lícules brasilers de tots els temps. Fou llistat per Jeanne O Santos, de Cinema em Cena, com a "clássicos nacionais".

## Argument
Un jove ric i molt mimat, en veure el seu pare arruïnar-se, organitza un pla per revertir la situació. Aconsegueix un còmplice per enganxar l'oncle ric amb una dona. L'objectiu era fer fotos i intentar guanyar diners amb el xantatge.

## Repartiment
- Jece Valadão.... Jandir
- Norma Bengell.... Leda
- Daniel Filho.... Vavá
- Hugo Carvana
- Lucy de Carvalho.... Vilma
- Glauce Rocha
- Germana Delamare
- Fátima Sommer
- Aline Silvia
- Mariana Ferraz

## Nominacions
- Nominat a l'Os d'Or al 12è Festival Internacional de Cinema de Berlín (1962)[4][5]